# Premier Sports
Premier Sports — британский спортивный телеканал, работающий из Люксембурга.

## История
Канал основан в 2009 году ирландским бизнесменом Майклом О’Рурком, совладельцем Setanta Sports. Изначально канал был ориентирован на показ соревнований, не транслирующихся на территории Великобритании, но при этом шедших на Setanta Sports.
До июня 2013 года также существовал канал Premier Sports Extra.

## Трансляции

### Футбол
- Чемпионат Бельгии

### Хоккей
- НХЛ
- Лига чемпионов
- EIHL

### Гэльский футбол
- GAA Championship

### Регбилиг
- NRL

### Боевые искусства
- UFC

### Автоспорт
- НАСКАР